# Dömötöri Demeter György
Dömötöri Demeter György,  Szinnyeinél Dömötöri György és Demeter György néven, dunántúli születésű evangélikus tanár.

## Életpályája
Vitnyédy István pártfogoltjaként 1662-től a Tübingeni Egyetemen tanult. Hazatérése után előbb az eperjesi gimnáziumba került, majd 1666-ban gyűjtőkörutat tett a német fejedelemségekben a megalakítandó eperjesi evangélikus kollégium javára. 1668 tavaszától az eperjesi kollégium tanára, egyben a nemesi konviktus aligazgatója volt. Miután 1672-ben a kamara elrendelte, hogy a kollégiumot a jezsuitáknak kell átadni, és 1673-ban az egri püspök katonai segítséggel elfoglalta, Demeternek is távoznia kellett. 1682-ben Thököly Imre bevonult Eperjesre, és visszaadatta az iskolát az evangélikusoknak; Demetert 1684-ben hívták vissza.

## Művei
- Ad suos Patriae Accolas in comnuni latin, latin és magyar nyelvű gyászvers Zrínyi Miklós halálára; megjelent a Honor Posthumus, In Illustrissimi Quondam Comitis Domini Nicolai Serini, Regnorum Croatiae… Bani Luctuosum, Et toti Christiano orbi dolendum, e vivis excessum, scriptus… című gyűjteményben. Tubingae, 1663.
- Latinra fordította a Sámbár Mátyás „Három üdvösséges kérdés” című művét (1665); ezt két értekezésben védte meg, melyek megjelentek a Christofori Wölflin vindiciae veritatis evangelicae adversus jesuitas jaurinenses in Hungaria (Tübingae, 1666) című kötetben.
- Threnodia Sive Lugubris Cantus, Qvem In Ultimum honorem et perpetuam omnium beneficiorum acceptorum memoriam, Super Obitum placidum et beatum... Dn. Stephani Wittnyedi... Domini sui Patroni pie recolendi, tristi cum Musa, debitaque observantia decantavit... Anno 1670. Die Martij. Cassoviae (Hosszú latin és magyar gyászvers egykori patrónusa, Vitnyédy István emlékére.).